# Cantone di Revin
Il Cantone di Revin è una divisione amministrativa dell'arrondissement di Charleville-Mézières.
A seguito della riforma approvata con decreto del 21 febbraio 2014, che ha avuto attuazione dopo le elezioni dipartimentali del 2015, è passato da 2 a 7 comuni.

## Composizione
I 2 comuni facenti parte prima della riforma del 2014 erano:
- Anchamps
- Revin

Dal 2015 i comuni appartenenti al cantone sono i seguenti 7:
- Anchamps
- Fépin
- Fumay
- Hargnies
- Haybes
- Montigny-sur-Meuse
- Revin